# 沈樹政
沈樹政，中國清朝官員，本籍中國浙江山陰。1852年，監生出身的沈樹政前往台灣擔任台灣府噶瑪蘭廳羅東巡檢。1854年，他因貪污兩千圓，遭台灣道裕鐸革職查辦。
| 前任： 吳湛恩 | 台灣府噶瑪蘭廳羅東巡檢 1852年上任 | 繼任： 無（改制） |